# Xie Ke
Xie Ke (谢科 S, Xiè KēP; 14 gennaio 2000) è un goista cinese di grado 9 dan. Ha conquistato la finale di due edizioni consecutive della Coppa Ing, perdendole entrambe.

## Biografia
È diventato professionista nel 2013, arrivando primo al torneo di qualificazione per i professionisti cinese.
Nel 2017, è arrivato alle semifinali della terza edizione della Coppa MLily, dove è stato eliminato dal sudcoreano Park Jung-hwan.
Nel 2018 ha perso per 1-2 la finale del Tianyuan contro Lian Xiao.
Nel gennaio 2021, nel giro di pochi giorni, ha prima vinto la semifinale della 4ª edizione della Coppa MLily contro il connazionale Fan Tingyu, e ha poi vinto la semifinale della 9ª edizione della Coppa Ing, sconfiggendo per 2-0 il giapponese Ichiriki Ryo. Questo doppio traguardo gli ha fatto ottenere la promozione a 9 dan. Tra fine aprile e inizio maggio dello stesso anno ha affrontato il connazionale Mi Yuting nella finale della Coppa MLily: l'alternanza di vittorie ottenute giocando col Bianco ha favorito alla fine Mi, che ha vinto il trofeo per 3-2.
La finale della 9ª edizione della Coppa Ing è stata invece disputata solo ad agosto 2023: Xie è stato sconfitto per 0-2 dal sudcoreano Shin Jin-seo.
Ad aprile 2024 è stato sconfitto nella finale della Coppa Weifu Fangkai da Li Qincheng. È arrivato alla finale della 10ª edizione della Ing Cup, nella quale è stato sconfitto per 0-3 dal giapponese Ichiriki Ryo tra agosto e settembre.

## Palmarès
| Nazionali           | Nazionali | Nazionali      |
| Titolo              | Vittorie  | Secondi posti  |
| ------------------- | --------- | -------------- |
| Tianyuan            |           | 1 (2018)       |
| Coppa Weifu Fangkai |           | 1 (2024)       |
| Totale              | 0         | 1              |
| Internazionali      |           |                |
| Titolo              | Vittorie  | Secondi posti  |
| Coppa Ing           |           | 2 (2023, 2024) |
| Coppa MLily         |           | 1 (2021)       |
| Totale              | 0         | 3              |
| Totale              |           |                |
| Totale              | 0         | 4              |